# Villa Zampaglione
Die Villa Zampaglione ist ein Landhaus aus dem 18. Jahrhundert in San Giorgio a Cremano in der italienischen Region Kampanien. Es liegt im Gebiet der Miglio d’oro, in der Via Enrico Pessina, 30.

## Geschichte
Die Villa gehörte ursprünglich der Familie Riario Sforza. Später bekam sie eine Tochter der Familie Sforza, die den Baron Lorenzo Zampaglione heiratete, als Mitgift. Nach dem Eigentümerwechsel änderte die Villa auch ihren Namen, wurde aber nach wie vor als Sommerresidenz genutzt.

## Beschreibung
Nach zeitgenössischen Zeugnissen soll das zugehörige Landgut bemerkenswerte Dimensionen aufgewiesen haben, etwa 7000 m².
Heute noch sichtbare Bauelemente sind die vier großen Fenster, die den Salon im ersten Obergeschoss in eine Art Wintergarten verwandeln.
Laut Pane soll sich im Garten, am Ende einer Allee ursprünglich auch eine Ädikula mit der Büste des Heiligen Januarius befunden haben. Diese war allerdings wegen einer Trennmauer nicht mehr zu erreichen, nachdem das Anwesen erstmals aufgeteilt worden war.